# Heimwehr

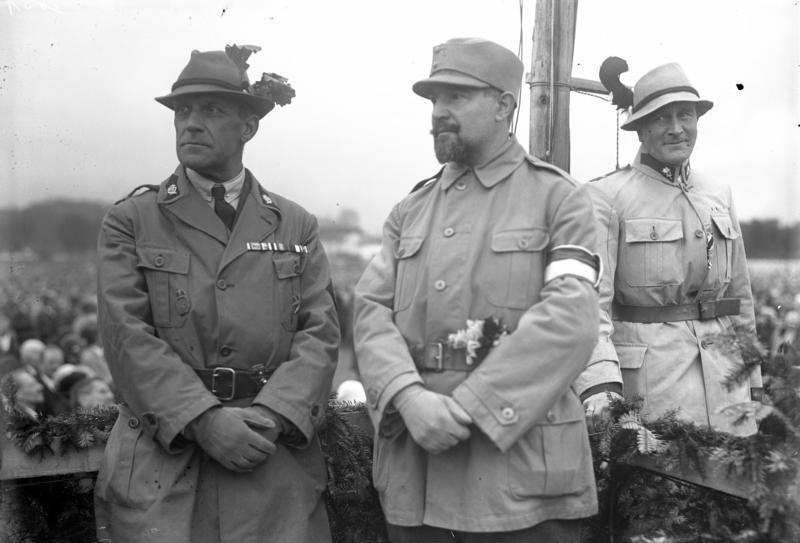
Richard Steidle, en el centro, con barba, caudillo nacional de la Heimwehr durante gran parte de la década de 1920.

Heimwehr o Heimatschutz fue una organización paramilitar nacionalista que operó en Austria entre 1918-1919 y 1936. Sus métodos, ideología y organización eran similares a los del Freikorps alemán. Sus dirigentes ensalzaban los regímenes autoritarios de las vecinas Italia o Hungría. De ideología reaccionaria, su objetivo se resumía en implantar una dictadura que, acabando con el sistema republicano, les permitiese perpetuar sus intereses económicos y sociales. Pseudofascista, fracasó en su intento de hacerse con el poder en Austria, y no consiguió mantener un amplio apoyo popular duradero, pero logró, con ayuda italiana y húngara, aplastar el poderío político socialista y acabar con el sistema parlamentario democrático.
Nacida de las bandas armadas en la posguerra de la Primera Guerra Mundial para defender las fronteras de la Primera República de Austria y proteger la propiedad, con el tiempo acabó recibiendo el apoyo de banqueros industriales y fondos y armas de Alemania, Hungría e Italia. A pesar de su propaganda reaccionaria, sus principales dirigentes no provenían de las clases más privilegiadas del periodo imperial, sino de las clases medias y de la oficialidad del Ejército. Su vaga ideología corporativista era en realidad poco más que propaganda que ocultaba el objetivo principal de la organización: la toma del poder político por los caudillos de la formación. Sus principales debilidades eran la falta de un nacionalismo austríaco, su gran dependencia del apoyo extranjero, la imposibilidad de plantear la restauración de las glorias imperiales austrohúngaras en caso de tomar el poder, el limitado apoyo de la poderosa Iglesia católica nacional y la falta de un caudillo comparable a los de otros movimientos similares de la época, como Hitler o Mussolini. Las rivalidades entre los distintos jefes locales y regionales fue una característica permanente del movimiento. Dependía además notablemente del apoyo financiero extranjero, que se calcula mayor que el obtenido de sus partidarios en Austria.
Aunque el apogeo de la organización, en cuanto a número de miembros, aconteció a finales de la década de 1920, fue en el último lustro de su existencia durante el que alcanzó el mayor poder político, aliado del canciller Engelbert Dollfuss y con estrechos lazos con el caudillo italiano Benito Mussolini. Su historia se divide en diversos periodos: el primero, entre 1918 y 1921, fue de derechización de las bandas surgidas tras la guerra mundial, en especial mediante el contacto con organizaciones similares en la vecina Alemania y Hungría; uno de decadencia entre 1921 y 1927; otro de resurgimiento de 1927 a 1929; una nueva crisis de 1929 a 1930 por la pérdida de confianza de sus patrocinadores tanto nacionales como extranjeros y, finalmente, el lustro en el Gobierno que acabó en 1936 con la disolución de la organización.
La organización precipitó el estallido de la guerra civil austriaca, que anuló el poder político de la oposición socialista y allanó la proclamación de la nueva Constitución autoritaria el 1 de mayo de 1934.

## Origen y organización

La nueva república austriaca surgida del desmembramiento del Imperio austrohúngaro tras la derrota en la Primera Guerra Mundial. A las particularidades de las nueve provincias se unía la rivalidad entre la capital socialista y las zonas rurales, conservadoras. Se observan las distintas regiones del nuevo país.

### Bandas de autodefensa en la posguerra
Hacia el final de la guerra mundial, el Gobierno cisleitano, incapaz ya de garantizar la seguridad del país, coadyuvó en la formación de unidades civiles armadas. Una ley de octubre de 1918 permitió que se armase a la población y surgieron unidades de voluntarios en todas las provincias, que recibieron armamento ligero del Gobierno. Su principal misión era la protección de la población civil y la vigilancia de algunas infraestructuras estratégicas como ferrocarriles, fábricas o almacenes de alimentos. Se concentraban principalmente en las fronteras yugoslava e italiana y en las vías de comunicación por donde debían pasar los soldados desmovilizados que regresaban a sus hogares. Ya desde el comienzo, las unidades urbanas, fundamentalmente cercanas a los socialistas, se diferenciaban notablemente de las rurales, generalmente conservadoras. No obstante, la colaboración de unas y otras fue bastante estrecha durante la posguerra, en general para repeler influencias extranjeras, como la de la República Soviética Húngara o la invasión yugoslava de Carintia y Estiria en la primavera de 1919. Solo en aquellas zonas donde la población rural y las de las pequeñas poblaciones sufrió las requisiciones de alimentos de las bandas socialistas, las unidades rechazaron en general colaborar con estas o admitir obreros en sus filas.
La Heimwehr estaba constituida inicialmente por veteranos de la Primera Guerra Mundial del Ejército imperial austríaco, que organizaron milicias para defender las fronteras nacionales y enfrentarse a las bandas de desertores que saqueaban las provincias. Al comienzo, no tenían ni un liderazgo nacional ni un programa político unificado. En Carintia se encargaban de defender las fronteras y de proteger la región de los eslovenos y de las tropas yugoslavas, que trataban de ocupar territorio en la provincia y atacaban y aterrorizaban a la población. Formaciones similares y con el mismo fin aparecieron en la vecina provincia de Estiria —territorio de gran mezcla cultural, con alrededor de un millón de habitantes de lengua alemana y unos cuatrocientos mil de lengua eslovena, dividido tras la guerra—. Eran esencialmente unas milicias de autodefensa. Se componían de voluntarios de todas las clases sociales; el mando de las agrupaciones de Estiria recayó en un socialista. Pasado el peligro de la desmovilización, empero, las diferencias de clase comenzaron a dividir las unidades de voluntarios: como el nuevo Ejército (Volkswehr) estaba dominado por los socialistas, los elementos conservadores sopesaron la posibilidad de formar una organización rival. Las bandas controladas por los conservadores sirvieron además como policía auxiliar hasta comienzos de 1920 en las zonas que gobernaban, hasta que el tratado de paz limitó su actividad.

### Distanciamiento de los socialistas, derechización y relaciones con el extranjero
Al desaparecer el peligro de agresión extranjera, la hostilidad de las provincias hacia la capital, la oposición del campesinado a entregar los escasos alimentos para abastecerla, los regionalismos y la oposición de los elementos conservadores al nuevo Ejército republicano austriaco, el Volkswehr (controlado por los socialistas), hicieron que las unidades se dividiesen entre partidarios de los partidos conservadores y de los socialistas. El establecimiento de repúblicas soviéticas en Hungría y Baviera en la primavera de 1919 estimuló la creación de las unidades conservadoras. La agitación comunista en algunas ciudades, en las que los conservadores colaboraron con los socialistas para desbaratarla, también coadyuvó en el reforzamiento de las formaciones de derecha. El motivo principal de su crecimiento, no obstante, fueron los combates fronterizos en Carintia, donde, en realidad, colaboraron estrechamente con el Volkswehr y contaron con numerosos miembros de origen obrero.
La desconfianza mutua entre socialistas y conservadores impidió la disolución de las bandas paramilitares, que ya a finales de 1919 habían perdido su razón de ser con la mejora de la seguridad interna en el país. Las unidades conservadoras contaron pronto con la cooperación de elementos conservadores, tanto nacionales como extranjeros —bávaros y húngaros— que les permitieron mejorar su armamento y su organización. Los Gobiernos reaccionarios de Baviera y Hungría, surgidos tras el aplastamiento de las repúblicas soviéticas, se interesaron pronto por las bandas conservadoras, posible contrapeso a la Viena socialista. Así, las unidades conservadoras no solo no desaparecieron, sino que se vieron envueltas en una serie de conspiraciones antigubernamentales.
Los primeros contactos entre las unidades conservadores austriacas y sus equivalentes bávaras y húngaras datan de finales de 1919. El principal encargado de encuadrar las unidades conservadoras austriacas en la anticomunista y nacionalista Orgesch (Organización Escherich, el nombre de su jefe, un antiguo guardabosques establecido en Baviera) fue Rudolf Kanzler, hábil organizador con contactos con círculos acomodados de la región que financiaban la actividad de la Orgesch y que pronto prestaron también auxilio financiero a las bandas austriacas. La considerable influencia de la Orgesch en las formaciones de la Heimwehr austriaca, a la que suministró gran cantidad de armamento y ayudó a organizar, culminó en la conferencia del 25 de julio de 1920 en Múnich, en la que las formaciones de Vorarlberg, Tirol, Estiria, Salzburgo y Carintia se sometieron a la autoridad de la organización bávara. El mando de estas quedó en manos de Kanzler. La unidad forjada por Kanzler y los bávaros, sin embargo, era precaria: a pesar de las reuniones mensuales de los distintos caudillos regionales, no se llegó a formar una dirección nacional fuerte.

### Situación en los distintos territorios
En el Tirol, predominaron al comienzo los partidarios de los socialistas en Innsbruck mientras que en el campo se mantuvo una antigua milicia (la Standschüzten), conservadora. En Salzburgo la Heimwehr tuvo al principio escasa presencia. En Viena aparecieron ciertas organizaciones, algunas abiertamente antisemitas, siendo la principal monárquica y formada por antiguos oficiales del Ejército austrohúngaro. En algunas provincias, la Heimwehr era en realidad la organización armada de los socialcristianos, que la controlaban en algunos casos, como en el Tirol, y solían garantizar su financiación. En Estiria, el Gobierno socialcristiano fomentó el crecimiento de la Heimwehr como contrapeso a los sindicatos socialistas.
Las primeras unidades claramente de la Heimwehr se constituyeron en Salzburgo y Tirol, con ayuda de Kanzler. A finales de febrero de 1920, este acudió a Salzburgo a participar en la creación de la primera unidad salzburguesa, que tenía unos estatutos casi idénticos a los de la Orgesch. El apoyo financiero, armamentístico y en instructores de la organización bávara permitió que la formación creciese de los mil quinientos miembros en febrero a los cerca de quince mil a finales de año.
El siguiente territorio en el que los bávaros establecieron contactos fue Tirol, donde la Heimwehr se estaba restableciendo en la primavera de 1920, después de quedar disuelta por las protestas socialistas en enero. Gracias a un raudo crecimiento —facilitado por la colaboración bávara—, la organización, dirigida por Richard Steidle, alcanzó los veinticinco mil miembros a finales de año. A continuación, Kanzler se centró en reforzar la débil organización en Vorarlberg, carente de dirección y de financiación; gracias a sus esfuerzos, a finales de 1920 contaba con tres mil hombres bien armados.
En Carintia, la llegada de voluntarios bávaros durante los combates con los yugoslavos en la primavera de 1919 facilitó la tarea posterior de Kanzler; a finales de 1920, las actividades conjuntas de este y de los dirigentes locales consiguieron que la Heimwehr contase con cuarenta mil voluntarios en la región.
En Estiria, al contrario que en las provincias antes mencionadas, la Heimwehr se formó sin colaboración alemana. Esta, sin embargo, llegó también en 1920. En la región, que contaba con un campesinado acomodado y un fuerte movimiento monárquico en Graz, la pobreza de los mineros y los trabajadores de la metalurgia, políticamente radicales, llevó al gobernador Anton Rintelen a utilizar a las unidades de la Heimwehr como milicia política contra estos. Pronto la Heimwehr recibió generosos subsidios de la banca vienesa y de los industriales, que apreciaron su utilidad como reventadores de huelgas. Después de ciertos disturbios en la capital provincial de Graz en junio, los tres principales partidos burgueses (el socialcristiano, el pangermano y la Landbund) decidieron colaborar y respaldar la unificación de las unidades paramilitares. Walter Pfrimer se desligó del resto en la primavera de 1921, tras varios meses de colaboración entre las diversas unidades de la provincia: hasta 1927, cuando fue nombrado jefe provincial, existieron dos organizaciones rivales en Estiria. El motivo de la ruptura de la débil unidad fue la decisión de los tres partidos burgueses, tomada en enero, de no permitir actividades de la Heimwehr que no contasen con el beneplácito previo de al menos dos de ellos, directriz que Pfrimer repudió. En marzo de 1921 y gracias a la intercesión del vicegobernador provincial, la asociación regional de empresarios, algunos banqueros y terratenientes entregaron cinco millones de coronas a la Heimwehr. En esta región, el componente nacionalista alemán radical era fuerte, muy intenso entre los estudiantes universitarios, importante elemento de las unidades paramilitares en la zona.

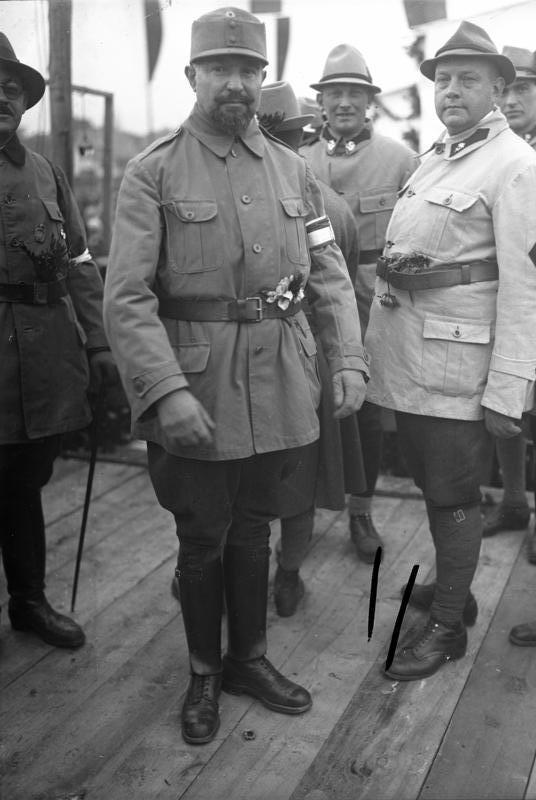
Richard Steidle, con barba, jefe de la Heimwehr tirolesa, junto a Walter Pfrimer, su homólogo de la de Estiria. Ambos compartieron la dirección nacional de la formación paramilitar en los últimos años de la década de 1920.

En la Alta Austria, las unidades de la Heimwehr aparecieron tarde, en julio de 1921, y eran débiles, con escaso apoyo de los principales elementos conservadores de la provincia. Esta situación de debilidad desapareció en 1925, cuando recibió el apoyo del gobernador provincial.
Las primeras unidades de En Viena y la Baja Austria aparecieron en la primavera de 1921. Creada oficialmente el 10 de mayo y presidida por un antiguo mariscal de campo austrohúngaro, la formación regional pretendió unir las escasas unidades no socialistas de la zona. Pronto quedó dividida en dos fracciones, una nacionalista alemana y la otra clerical-monárquica. A pesar de las reticencias de esta última, la organización provincial se unió finalmente a la Orgesch, que defendía como la fracción rival la unión de Austria y Alemania. Hasta 1927, la fracción clerical, cercana al partido socialcristiano, dominó la organización en la provincia y mantuvo estrechos contactos con banqueros, aristócratas y partidarios del antiguo emperador. La formación mantenía estrechos lazos también con otras organizaciones similares, como la Asociación de Veteranos del Frente (Frontkämpfervereinigung), más nacionalista y antisemita y menos monárquica. Esta, surgida en la capital en febrero de 1920 y extendida pronto por casi todo el país, ingresó finalmente en la Heimwehr en 1928. Sus bastiones eran Viena, la Baja Austria y el Burgenland, zonas donde era la principal organización paramilitar de derecha. En 1925, la Heimwehr de la capital se desligó de la de la Baja Austria.
En total, en 1920, las diversas unidades reunían a un total de unos cien mil miembros. Aunque formidable en cuanto a tamaño y organización, por entonces la rival Arbeiterwehr era ligeramente mayor y gozaba de mejor armamento, organización y movilidad, y contaba con las simpatías del Volkswehr, el nuevo ejército republicano, dominado por los socialistas.
Los nombres de las distintas unidades variaban de un territorio a otro y también cambiaron con el tiempo. Entre los utilizados, estaban los siguientes: Heimatdienst («servicio patriótico»), Selbstschutzverband («liga de autodefensa»), Heimwehr y Heimatwehr («guardia patriótica») y Heimatschutzverband («liga de defensa patriótica»). En conjunto, sin embargo, se las conoce simplemente como «Heimwehr».
En la rivalidad entre las milicias socialistas y las conservadoras por abastecerse de armamento, que provenía fundamentalmente de las armas que se guardaron los soldados desmovilizados tras la guerra, los conservadores lograron ventaja. Cuando la Volkswehr fue sustituida por la Wehrmacht y volvieron los oficiales conservadores, la Heimwehr pudo abastecerse directamente de los arsenales militares. Los arsenales que debían entregarse a las patrullas de la Entente como parte del tratado de paz fueron saqueados por ambas partes, pero, de nuevo, las milicias conservadoras lograron hacerse con mayor cantidad de armamento.
A pesar de su adhesión al Führerprinzip, la formación tuvo durante la década de 1920 una estructura democrática piramidal: sus miembros elegían representantes que a su vez escogían a los dirigentes de las unidades, que nombraban jefes provinciales que, por su parte, elegían al dirigente nacional. El nivel inferior del escalafón podía destituir al inmediato superior en las reuniones trimestrales que tenían lugar. El principal organizador de la Heimwehr entre 1922 y 1930 fue el oficial alemán Waldemar Pabst, que había participado en el fallido golpe de Kapp en 1920 y había estado involucrado en el asesinato de los dirigentes comunistas alemanes Rosa Luxemburgo y Karl Liebknecht.
La organización contó con el respaldo de la jerarquía católica, importante para la Heimwehr dada la gran cantidad de miembros que provenían del campesinado y la notable influencia de la Iglesia en los labradores austriacos. Además de los campesinos, que formaban la mayoría de los afiliados, la Heimwehr atraía a la juventud frustrada, oficiales retirados y en activo y aristócratas. Estos dos últimos grupos componían principalmente la dirección de la formación y mantuvieron su cohesión durante los años de crisis a mediados de la década de 1920. Fundamentalmente, la Heimwehr atraía a elementos conservadores temerosos del comunismo y que compartían una ideología antimarxista. De una organización esencialmente defensiva, formada para desbaratar la expansión del comunismo, a mediados de la década se transformó en otra más ofensiva, instrumento para implantar un Gobierno autoritario controlado por la dirección del movimiento.

## Primeros años

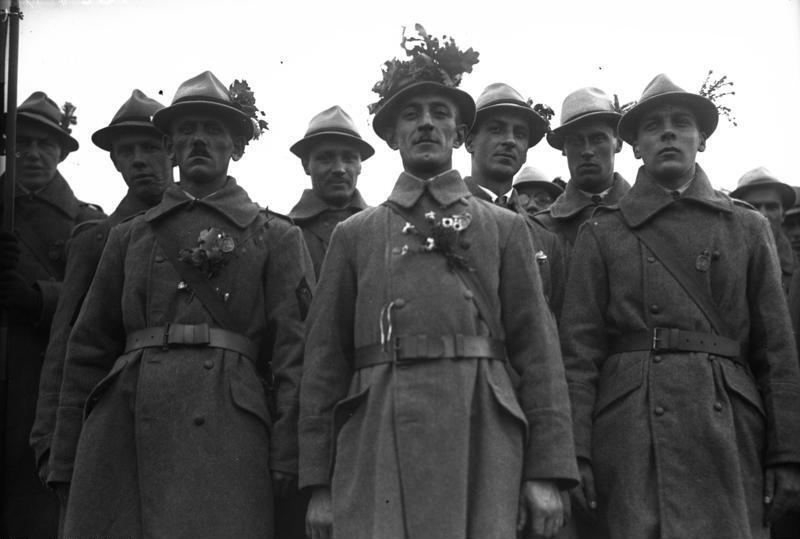
Miembros de la Heimwehr en Viena.

El exilio de los elementos golpistas alemanes en Austria tras el fracaso del golpe de Kapp de marzo de 1920 reforzó a las milicias conservadoras. Baviera era, desde la primavera de 1919, el centro de la reacción en Alemania y mantenía intensos contactos con sus correligionarios austriacos. Parte del abundante armamento de los bávaros se escondió en Austria, pasado de contrabando. Las unidades de la Heimwehr maquinaron el derrocamiento del Gobierno del socialista Karl Renner con la connivencia de sus correligionarios bávaros, aunque estos planes no llegaron a dar fruto. Las divisiones entre unidades y entre legitimistas partidarios de los Habsburgo y nacionalistas alemanes impidieron toda acción coordinada. Hungría, por su parte, subvencionó generosamente a diversos grupos antirrepublicanos utilizando para ello una sociedad secreta (la Asociación para la Ley y el Orden) en la que tenía un papel destacado el dirigente socialcristiano Ignaz Seipel. Además de la ayuda monetaria, se sopesó la posibilidad de enviar cargamentos de alimentos al país, que sufría una grave carestía, en caso de que se estableciese por la fuerza un Gobierno afín.
Tras la victoria conservadora en las elecciones nacionales del 17 de octubre de 1920, los conservadores, que dominaban ya el Gobierno, abandonaron las maquinaciones con Hungría y los grupos bávaros contra los socialistas. El Gobierno magiar, no obstante, siguió financiando generosamente a los paramilitares de derecha austriacos hasta el otoño de 1921. Hasta esa fecha, Hungría fue la principal fuente de financiación de la organización, mientras que la mayoría del armamento provenía de Baviera.

## Unificación y crisis de 1921
El primer paso para la unificación de las bandas paramilitares en Tirol se dio en mayo de 1920. Richard Steidle, un abogado, logró convencer a sus cabecillas para fundar una única organización con él al frente. Steidle era el dirigente local del Partido Socialcristiano provincial debido a su pertenencia a la Liga Campesina (Bauernbund), una organización del partido. Cincuenta y cinco unidades independientes se unieron para formar una organización nacional en julio de 1920 gracias a la intervención de los grupos afines bávaros. Los principales caudillos, reunidos en Múnich, aceptaron la primacía de la organización equivalente bávara el 25 de ese mismo mes. El encargado de la reunir las diversas unidades en una única organización nacional, el bávaro Rudolf Kanzler, logró su objetivo merced al asesoramiento y a las contribuciones financieras bávaras y húngaras. Mientras, otros elementos sopesaron la posibilidad de separar algunas de las provincias y unirlas a Baviera y Hungría, creando un nuevo Estado católico. El proyecto fracasó al estabilizarse el Estado austriaco merced al préstamo internacional de 1922 al que acompañó una garantía a la independencia austriaca. El plan tampoco había contado con la banca y la industria vienesas, principal fuente de financiación de los paramilitares. La formación contaba con el sostén financiero de la asociación nacional de empresarios desde 1921.
Sin embargo, la larga crisis de la Heimwehr comenzó poco después, cuando en junio de 1921 la organización bávara hermana fue disuelta y cesó la ayuda financiera húngara a causa de la disputa por el control del Burgenland. La pérdida de la colaboración bávara desbarató los avances en la coordinación de las fuerzas en la capital y en la Baja Austria. Aunque la influencia bávara en los círculos paramilitares austriacos continuó hasta el fracaso del golpe de Múnich de noviembre de 1923, la marcha de Kanzler en agosto de 1921 supuso el comienzo de un periodo de competencia entre las distintas organizaciones alemanas decididas a dominar la situación en Austria. La intromisión de las organizaciones alemanas estorbó la cooperación entre las distintas formaciones austriacas. A estos acontecimientos se unió el fracaso de los dos intentos de recuperar el trono del exemperador Carlos, que reavivaron las disensiones entre legitimistas y nacionalistas alemanes y debilitaron todavía más a la Heimwehr.
El hundimiento de la organización se evitó gracias a la ayuda del canciller Ignaz Seipel, que la sostuvo desde el verano de 1922 para hacer de ella la formación paramilitar gubernamental. Se logró una nueva unión pasajera de las distintas fuerzas en una organización nacional que contó con financiación de la asociación nacional de empresarios. La oposición de la Heimwehr a algunas medidas del canciller, empero, le privaron del respaldo de este y sus seguidores lo que, unido a la relativa estabilidad política, sumió a la formación en una larga crisis que duró de 1923 a 1927. Steidle, deseoso de que su formación fuese el centro de la política austriaca, había desafiado temerariamente a Seipel exigiéndole que cediese el control político a la Heimwehr: la respuesta del canciller fue la supresión de las donaciones que la sostenían. El número de afiliados se redujo considerablemente, hasta alrededor de los dieciocho mil en 1927. La pérdida de la financiación extranjera y del interés de los círculos conservadores austriacos, que creían menos acuciante la amenaza socialista y menos necesaria la existencia de una organización paramilitar, originaron la crisis de la Heimwehr.
Por otro lado, los intentos de la Comisión de Control Militar Interaliada de obligar al Gobierno federal a desarmar a los paramilitares fracasaron. Ni contaba con el apoyo decidido de sus propios Gobiernos —aún preocupados por la extensión del comunismo en la región— ni con la colaboración de las autoridades austriacas, tanto nacionales como provinciales, que desbarataron los escasos esfuerzos para conseguir el desarme.

## Años de crisis: 1923-1927

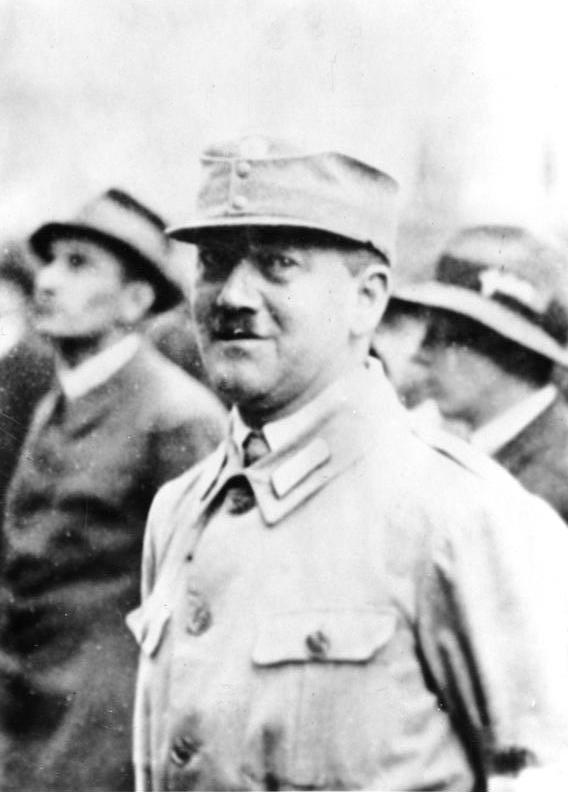
Pabst c. 1930

Las unidades pasaron a un periodo de calma en la política austriaca durante el primer gabinete del conservador Ignaz Seipel (1922-1924). Mientras, apareció un nuevo rival, los nacionalsocialistas, antisemitas, favorables a la integración en Alemania, anticlericales y muy violentos. No contaron con la simpatía de la Heimwehr, clerical, menos partidaria de Alemania y dependiente del dinero de los banqueros judíos de Viena. Los nacionalsocialistas tendían a ser urbanos —al contrario que la Heimwehr—, escasos, pero muy peligrosos por su costumbre de portar armas. La Heimwehr tendió a la división interna y casi desapareció durante el periodo de calma política, entre 1923 y 1926. Las secciones de la capital y de Estiria se dividieron en fracciones enfrentadas. En Burgenland, no llegó a crearse una organización regional. Las refriegas con los paramilitares de izquierda continuaron durante el periodo de crisis de mediados de la década y las peticiones de la Comisión de Control Interaliada para que el Gobierno federal acabase con las formaciones paramilitares, prohibidas por el tratado de paz, resultaron vanas.
Las formaciones menos afectadas por la crisis fueron las de Carintia y las del Tirol. Estas últimas contaban con el respaldo del Gobierno provincial y con algunos de los jefes más capaces —Steidle y Waldemar Pabst—. Estos trataron de recuperar la unidad nacional de las formaciones paramilitares y obtener fuentes de financiación independientes del Gobierno. Consiguieron, en efecto, la ayuda de los industriales y de los Gobiernos provinciales de las regiones occidentales del país. Mantenían además estrechos lazos con las unidades militares de la provincia y elaboraron planes de colaboración con estas en caso de guerra o de revolución. En Estiria, este periodo fue de reconstitución de la unidad perdida entre las diversas unidades, unas más cercanas a los socialcristianos y otras más nacionalistas.
A pesar de su desunión, las diversas unidades paramilitares de derecha no dejaron de armarse y de alarmar a sus rivales de izquierda. Estos, preocupados por las actividades de las formaciones de derecha, por la evolución política en la región ─con Gobiernos hostiles tanto en Hungría y Baviera como en Italia desde noviembre de 1922 con la llegada al poder de Mussolini─ y por la derechización del Ejército emprendida por el ministro de Defensa Carl Vaugoin, decidieron formar su propia organización paramilitar nacional en 1923, la Liga de Defensa Republicana. Además de las marchas, las consagraciones de banderas y las maniobras pseudomilitares, la Heimwehr trató de mantener a sus afiliados mediante constantes refriegas con los socialistas. Las formaciones paramilitares, tanto de izquierda como de derecha, tuvieron escasa relevancia política durante la relativa calma de los años centrales de la década, marcada por la estabilización financiera, el estancamiento económico y los periódicos escándalos bancarios que afectaron principalmente a los socialcristianos.
La Heimwehr revivió, sin embargo, con la aprobación del programa de Linz del Partido Socialista —aprobado en noviembre de 1926—, que incluía la remota posibilidad de establecer una dictadura proletaria para defender la democracia, que alarmó a parte de las clases medias austriacas. Las grandes manifestaciones socialistas de mayo y julio de 1926 también atizaron el miedo a estos y sirvieron a los jefes de la Heimwehr para reforzarla. La Heimwehr se ofreció entonces a los partidos austriacos como garantía para frustrar cualquier hipotético golpe de Estado socialista. En una reunión celebrada en enero de 1927 como reacción al congreso socialista de noviembre del año anterior, Steidle logró convertirse en caudillo nacional de la Heimwehr y proclamar la «guerra» contra sus enemigos socialistas. Las organizaciones de Carintia, Tirol, Estiria, Salzburgo, la Alta Austria y Vorarlberg ya habían formado una confederación y otorgado el puesto de jefe federal a Steidle en noviembre del año anterior.

## Resurgimiento

### Crecimiento y unificación

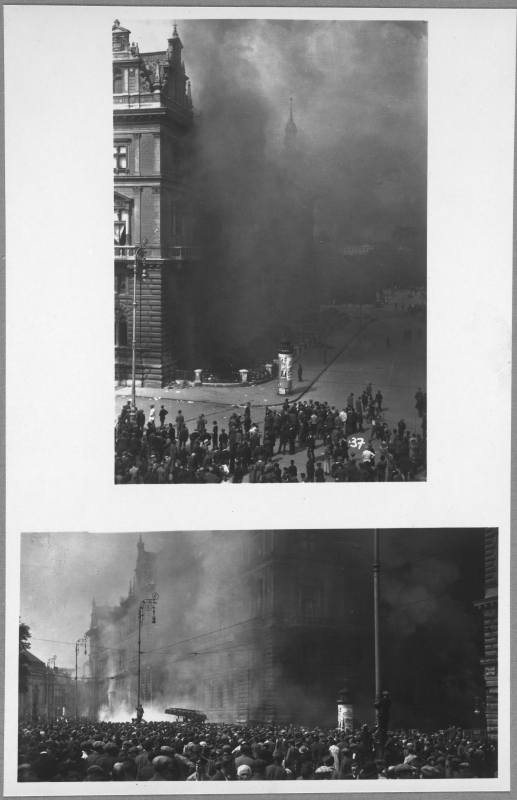
Vistas del Palacio de Justicia en llamas durante los disturbios del 15 de julio de 1927. La reacción de la Heimwehr determinó un rápido resurgir de la formación tras años de crisis.

A principios de 1927, la organización, preocupada por el resultado de las elecciones que debían celebrarse en pocos meses, planeó dar un golpe de Estado, en especial si los comicios favorecían a los socialistas. La tensión creció por la muerte de un niño y un trabajador en un choque en la aldea de Schattendorf en enero y Seipel desbarató los intentos de desarme de las formaciones paramilitares, propuestos por los socialistas. La tensión resurgió durante la campaña electoral de las elecciones nacionales del 24 de abril, en la que la formación pidió el voto para los partidos burgueses, con la esperanza de frenar el crecimiento de los socialistas. Aunque estos no alcanzaron la ansiada mayoría, la alianza forjada por Seipel tampoco obtuvo los resultados esperados: de noventa y dos escaños que tenía antes de las votaciones conservó únicamente ochenta y cinco. Los malos resultados de los partidos burgueses, que según algunos observadores parecían augurar una futura victoria de los socialistas, convencieron a los jefes de la Heimwehr de la necesidad de vencer a estos fuera del Parlamento.
Los miembros de la Heimwehr participaron en el aplastamiento de la revuelta de julio de 1927 y la posterior huelga general. Estiria, donde la Heimwehr había evitado la huelga mediante la amenaza de las armas, quedó a partir de entonces bajo control de la Heimwehr. Esta aseguró en la provincia la ausencia de huelgas, pero mantuvo a los trabajadores en penosas condiciones y con sueldos exiguos, y devino en la práctica en milicia de los industriales alemanes. Su influencia política creció a partir de la eficaz intervención de la formación contra los socialistas en julio, y gozó del respaldo de los partidos burgueses, en especial, del socialcristiano. Para la formación, los disturbios de julio supusieron un gran triunfo que le devolvieron la importancia política, le restituyeron el apoyo financiero y suscitaron el aumento de sus miembros. El miedo de parte de la población a que los socialistas estuviesen preparando la toma de poder por la fuerza permitió a los dirigentes de la formación reforzarla, presentarse como la salvaguarda del orden tradicional y emplearla para presionar a los partidos burgueses para que se opusiesen a los socialistas. Para el Gobierno, su intervención le permitió no realizar concesiones a los socialistas, que durante la crisis habían exigido la renuncia de Seipel.
La organización contaba con alrededor de ciento cincuenta mil miembros a comienzos de 1928, número que siguió creciendo hasta 1930. Absorbió a otras organizaciones paramilitares a finales de 1928 y a la Liga Campesina (Bauernbund) en agosto de 1929. En su apogeo, llegó a tener trescientos cincuenta mil miembros, principalmente campesinos. Empezó a contar además con afiliados de origen obrero y con sus propios sindicados urbanos, principalmente gracias a la actividad de Walter Pfrimer. Estos, llamados «sindicatos independientes», estaban en realidad subvencionados por industriales, que deseaban emplearlos para desbaratar las huelgas; a finales de 1929, habían alcanzado los veinticinco mil afiliados. El componente obrero de la Heimwehr, en ocasiones resultado de la coerción de los industriales, se concentraba casi en exclusiva en el norte de Estiria.
Las unidades de Estiria se unificaron en octubre de 1927 bajo el mando de Pfrimer, que había dirigido la supresión de la huelga general socialista. El 24 de octubre de 1927, recibió un subsidio de cincuenta mil chelines de la asociación de industriales de Viena para equiparla. El 6 de noviembre de 1928, en una conferencia de los cabecillas de las formaciones de Estiria, Carintia y Tirol, se afirmó la disposición de las unidades de aplastar cualquier intento de imponer una «dictadura roja» en Viena y marchar sobre la capital si fuese necesario. Steidle se convirtió en comandante de la Heimwehr unificada y Pfrimer pasó a ser su lugarteniente. El recelo de los jefes provinciales, que temían que Steidle redujese el control que ejercían en sus propias unidades, suscitó que estos minasen su autoridad para conservar su poder. Si Steidle representaba la fracción más clerical y moderada de la Heimwehr, Pfrimer lo era de la más pangermana y radical.

### Respaldo de Seipel

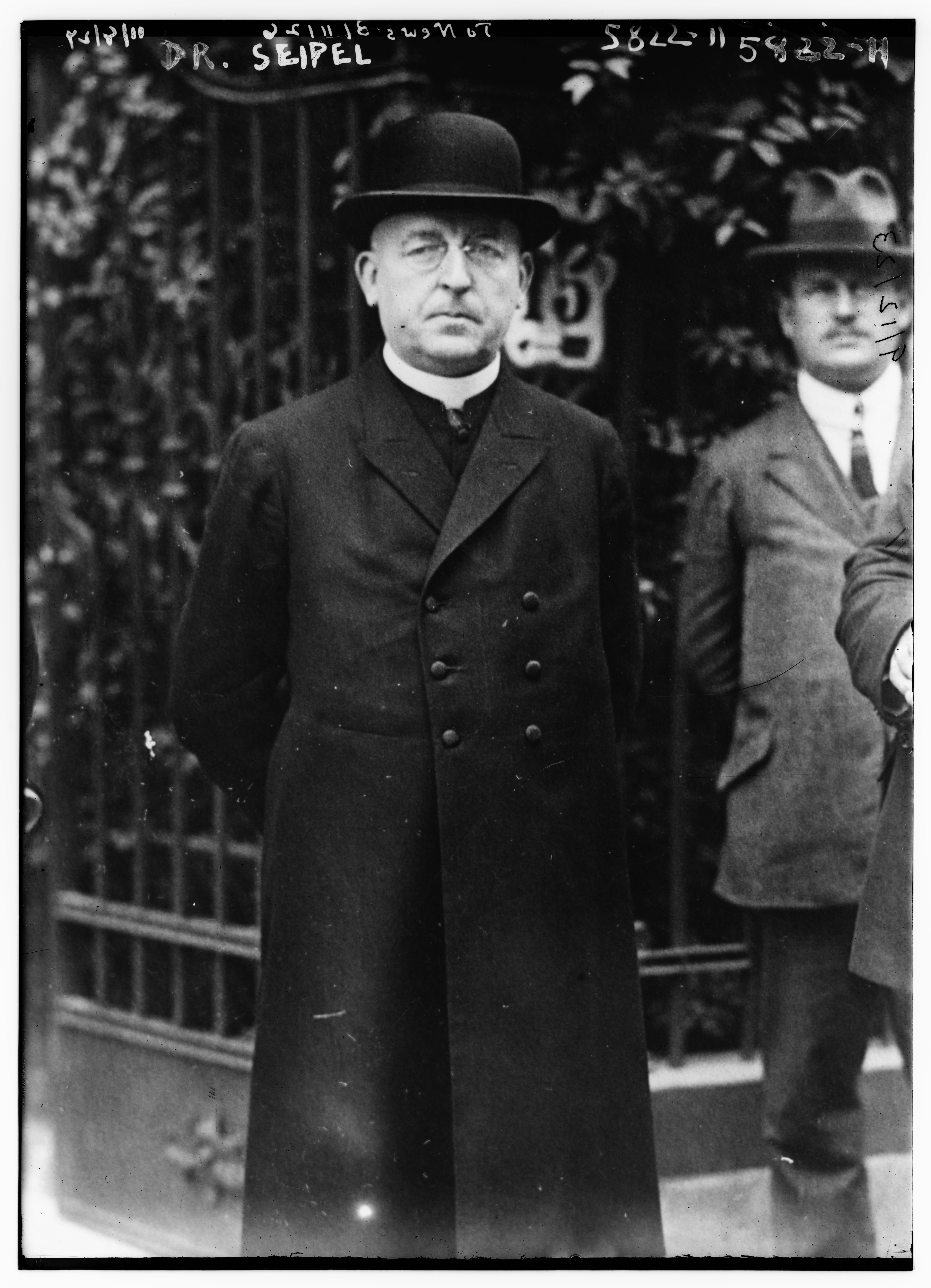
Ignaz Seipel, principal dirigente socialcristiano y canciller federal durante gran parte de la década de 1920, contribuyó notablemente a la organización y sostenimiento de la Heimwehr, con la que mantuvo, empero, relaciones tirantes en ciertos momentos.

Seipel respaldó abiertamente el crecimiento de la Heimwehr, aunque favoreció una conferencia de partidos para tratar el desarme de las organizaciones paramilitares. Mientras que los socialistas se mostraron partidarios de un desarme total, los conservadores solo lo aceptaban a cambio de la sumisión política de los socialistas. Las conversaciones fracasaron. A lo largo de 1927, 1928 y 1929, se produjo un proceso de unificación de las distintas unidades regionales. Seipel coadyuvó en esta tendencia a la creación de una organización nacional cohesionada, la defendió a menudo e influyó notablemente en sus objetivos. Para el canciller, la Heimwehr podría servir para favorecer un cambio en la política nacional que redujese el poder de los socialistas, desbaratase cualquier huelga o posible golpe de Estado socialista y les arrebatase del dominio de las calles. El canciller pasó a ser el intermediario de la formación ante industriales, banqueros y terratenientes, de los que obtuvo abundantes fondos para la Heimwehr.
Aunque Seipel se negó a aplicar las medidas extremas propuestas por los dirigentes de la Heimwehr, permitió el crecimiento del poder de esta, cada vez más fuerte que su rival socialdemócrata, en parte por la complicidad de la policía en la requisición de armamento ilegal. Los socialdemócratas mantuvieron, sin embargo, el respaldo de buena parte de la población, a pesar de su creciente debilidad militar.

### Apoyo italo-magiar
La organización comenzó a recibir dinero del Gobierno italiano a partir de agosto de 1928, a cambio de la promesa de tratar de derrocar al Gobierno, implantar una dictadura derechista favorable al fascismo italiano y renunciar al Tirol meridional. Se calcula que Italia aportó cerca de un millón y medio de chelines a la organización entre 1928 y 1930, una suma similar a la obtenida de los donantes austriacos. Este apoyo financiero impidió que la Heimwehr adoptase una actitud clara sobre la unión de Austria y Alemania, ya que Italia la rechazaba de plano. La necesidad de Mussolini de un instrumento para encauzar la política austriaca en un sentido favorable a sus planes de control de Centroeuropa, la eficacia de la formación en los disturbios de julio de 1927 y la necesidad de esta de armas y dinero hicieron de ella el método elegido por el mandatario italiano para intervenir en Austria. El Gobierno húngaro, también interesado en la implantación de un Gobierno derechista en Austria, actuó como intermediario entre Italia y los grupos más inclinados a defender los planes italo-húngaros, los de Steidle. Así, la estrecha relación entre la Heimwehr y el Gobierno húngaro de principios de la década se reanudó en 1928. El objetivo italo-magiar era el debilitamiento de los socialistas y la implantación de un Gobierno derechista en Austria. Esto eliminaría el problema del Tirol meridional, retardaría la unión con Alemania y facilitaría el tránsito de armas entre Italia y Hungría. La cooperación italo-magiar radicalizó la actitud política de la Heimwehr.
En julio de 1928, Pfrimer se convirtió en el segundo caudillo nacional de la formación, en pie de igualdad con Steidle. El Gobierno húngaro, intermediario entre Mussolini y la formación, indicó a Steidle que debía emplear la gran marcha prevista en Wiener Neustadt en el otoño para tomar el poder, justificando el golpe de Estado por el previsible enfrentamiento con los socialistas. El plan contaba con el respaldo italiano y húngaro, según el primer ministro magiar, Esteban Bethlen. Steidle logró además la promesa del canciller Seipel de apoyar a la Heimwehr con las fuerzas de seguridad del Estado en caso de que se produjesen choques entre ella y los socialistas. Seipel impidió la prohibición de las marchas que pretendía ordenar el gobernador provincial, Karl Buresch. Sin embargo, la falta de altercados el día de las marchas privó a los caudillos de la Heimwehr de la excusa para hacerse con el poder; Italia y Hungría, desilusionadas, siguieron exigiéndoles que actuasen. Para mantener el apoyo en armas y dinero, los jefes de la organización siguieron fijando fechas para hacerse con el poder como exigían sus patrocinadores extranjeros. Para seguir desafiando a los socialistas, convocaron a lo largo de 1928 y comienzos de 1929 una serie de marchas en zonas dominadas electoralmente por estos, parecidas a la de Wiener Neustadt. Las manifestaciones y marchas fueron casi semanales a lo largo de 1929. Esta actividad y los habituales choques con los socialistas avivaron la tensión política. Seipel abogó por permitir los choques entre la Heimwehr y los socialistas, confiando en que esto granjearía mayor apoyo popular al Gobierno, pero dimitió por sorpresa pocos días más tarde de comunicárselo a Steidle. La renuncia de Seipel supuso un grave contratiempo para la formación, privada así de un importante partidario en un cargo clave. La llegada de la Gran Depresión disminuyó las aportaciones nacionales a las arcas de la Heimwehr, hecho que otorgó mayor importancia a la financiación obtenida del extranjero.

### Agitación contra Streeruwitz, reforma constitucional y desilusión con Schober
En 1929 se multiplicaron los enfrentamientos, con bajas por ambas partes. Un nuevo gobierno moderado del conservador Ernst Streeruwitz —que no era el candidato favorito de la Heimwehr para el puesto— trató de calmar la situación, pero no logró el respaldo de Seipel y los más conservadores ni de la Heimwehr, que se negó a acatar la orden de no llevar armas promulgada por el nuevo Gobierno. El principal enfrentamiento tuvo lugar en St. Lorenzen, en Estiria, el 18 de agosto de 1929, cuando la Heimwehr atacó con ametralladoras a los socialistas. Ambos bandos contaban con armas ligeras y murieron tres personas (dos socialistas), quedando cincuenta y nueve heridas de gravedad y unas doscientas levemente. La primera víctima mortal de la Heimwehr elevó enormemente la tensión: esta exigió la renuncia del canciller y la formación de un gabinete favorable con Seipel como primer ministro. Las dos partes parecían al borde del enfrentamiento armado e desoyeron los intentos de mediación del canciller, pero el conservador Johann Schober, jefe de la policía vienesa, se negó a cooperar con la Heimwehr. A pesar de que la marcha de Seipel del Gobierno privó a la Heimwehr de un importante partidario en el Consejo de Ministros, siguió recibiendo ayuda de Italia y Hungría. En agosto de 1929, aún durante el gobierno de Streeruwitz, Steidle recibió casi un millón y medio de liras para financiar sus operaciones y preparar el derrocamiento del primer ministro, finalmente anulado por la llegada a la presidencia del Consejo de Ministros de Schober, considerado partidario de la formación.

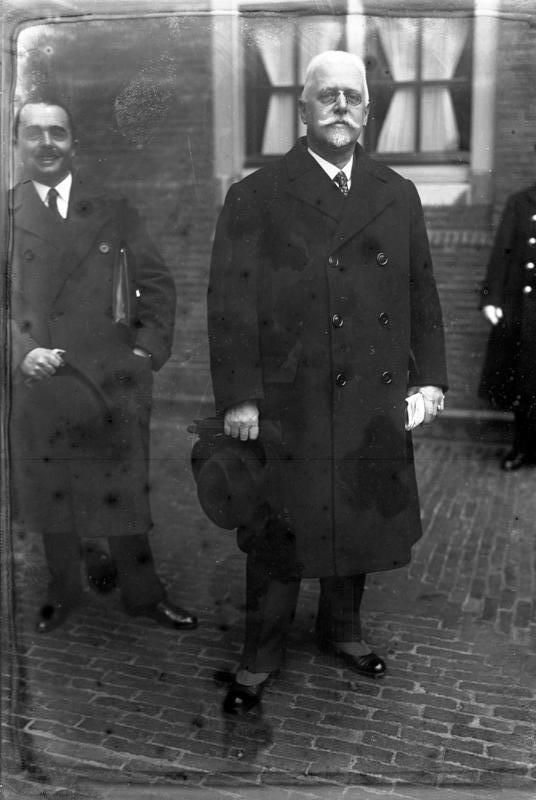
Johann Schober, veterano policía y varias veces primer ministro austriaco. Considerado muy favorable a sus intereses por la Heimwehr, esta celebró su nombramiento como canciller en el otoño de 1929, convencida de que impondría su plan de reformas constitucionales autoritarias. La reforma final, pactada por Schober y la oposición socialista, la desilusionó intensamente y comenzó a agitar contra aquel. Schober, sin embargo, logró someterla pasajeramente a su control.

La tensión se redujo cuando la Landbund, partido conservador agrario, propuso que se aprobasen ciertas reformas constitucionales que habían de debilitar la posición de los socialistas en la política austriaca, a cambio de que la Heimwehr abandonase sus planes golpistas. El canciller hubo de dimitir, dando paso a un gabinete de Schober, para disgusto de la Heimwehr, que deseaba el regreso de Seipel. Al comienzo de su mandato, no obstante, la formación pensaba que Schober, que mantenía buenas relaciones con sus jefes, les sería favorable. Varios ministros del nuevo Gobierno eran cercanos a la Heimwehr, aunque Schober no incluyó a ninguno de sus miembros en él. Steidle se ofreció a finales de septiembre a intimidar a los socialistas para que aceptasen los deseados cambios legislativos, ofrecimiento que el nuevo canciller aceptó, aunque con la condición de que las acciones planeadas no infringiesen la ley. La Heimwehr presentó su borrador de cambios constitucionales a la comisión creada por Schober para tal fin el 30 de septiembre. El canciller eliminó los aspectos más extremistas de la propuesta, pero mantuvo los principales. Entre estos se encontraban la posibilidad de que el Gobierno legislase mediante decretos de urgencia, la eliminación de la representación proporcional en los Parlamentos provinciales, la conversión de la Cámara Alta en un organismo corporativista además de provincial, la anulación de la autonomía provincial de la capital, la abrogación del juicio con jurado y la posibilidad de que los cambios de la Constitución se aprobasen por simple mayoría parlamentaria —hasta entonces se necesitaban tres quintos de los votos para modificarla—. En las subsiguientes negociaciones entre Schober y los socialistas, empero, la mayoría de las medidas se fueron moderando, lo que causó un gran disgusto en la Heimwehr. La reforma que se aprobó finalmente a comienzos de diciembre excluyó la mayoría de las exigencias planteadas en septiembre por la formación, lo que le supuso un notable contratiempo. A finales de año, corrían rumores de un inminente golpe de Estado contra Schober, que preocupaban tanto al canciller como a los socialistas.
Schober trató de hacerse con el control de la formación paramilitar mediante tres acciones: dominar sus fuentes de financiación, tanto nacionales como extranjeras; sustituir a la dirección por otra más afín; y deportar a Waldemar Pabst, el elemento más peligroso para el canciller. En menos de un año, había logrado aplicar las tres medidas. La mejora de relaciones entre los gobiernos austriaco e italiano complicó la obtención de nuevas partidas de dinero. Schober consiguió además privar a la formación de la financiación directa que obtenía de banqueros e industriales, que cesó entre diciembre de 1929 y la primavera del año siguiente; a partir de entonces, los donativos de aquellos llegaban a la organización solo a través del gabinete del presidente del Gobierno. Los problemas de financiación agravaron las disensiones entre los distintos caudillos y precipitaron una nueva crisis interna que perduró hasta septiembre de 1930, cuando Starhemberg fue elegido jefe nacional. Lentamente, a lo largo de un periodo que duró años, la organización se fue disgregando. El primer abandono fue el de la Landbund, que creó su propia fuerza paramilitar separada en diciembre de 1929.
En esta época la Heimwehr decía contar con cuatrocientos mil miembros, cálculo exagerado. La formaban principalmente campesinos. Se calcula que contaba efectivamente con unos veinticinco o treinta mil afiliados, en general exoficiales, estudiantes y otros miembros de la burguesía austriaca. Gozaba de reconocimiento oficial de varias provincias, aunque no con el derecho legal a poseer armamento. Tenía además la simpatía del ministro de Defensa, Carl Vaugoin y el apoyo claro de Seipel, principal figura del Partido Socialcristiano. Las intrigas de Pabst contra el canciller Johann Schober, que al comienzo se había mostrado favorable a modificar la Constitución para implantar un modelo autoritario como reclamaba la Heimwehr pero luego descartó el proyecto por la oposición franco-británica, causaron su deportación —Pabst era ciudadano alemán—. Este contratiempo debilitó la organización, en la que Pabst había desempeñado un papel unificador.
En marzo de 1930, cuando se conocieron las promesas de desarme de las organizaciones paramilitares realizadas por el primer ministro en La Haya durante las negociaciones que concluyeron con la condonación de las compensaciones de guerra austriacas, Steidle trató en vano de obtener un gran envío de armamento de Hungría con el objetivo de desbaratar los planes del canciller. Privado de aquel, la Heimwehr emprendió una campaña de amenazas al Gobierno para disuadirlo de llevar a cabo el desarme.

## Esplendor y declive

### Korneuburg, relevo de Steidle y jefatura de Starhemberg
La campaña contra el posible desarme forzoso se transformó pronto en una contra el canciller y luego en una crítica del sistema democrático en general. Como parte de esta, se estableció el juramento de Korneuburg —declaración de carácter fascista contraria al sistema parlamentario, al marxismo y al liberalismo capitalista, presentada el 18 de mayo de 1930— y la organización se organizó como plataforma del austrofascismo, rechazando tanto el marxismo como la democracia parlamentaria, el capitalismo y los partidos políticos, defendiendo el establecimiento de una dictadura. Aunque fue la primera declaración claramente fascista de la formación, muy influenciada por el pensamiento del filósofo Othmann Spann, la inclinación por esta ideología y por el corporativismo había comenzado mucho antes, en 1926. La Heimwehr nunca desarrolló, sin embargo, una ideología clara y coherente. De hecho, no surgió para defender una ideología concreta, sino que esta se fraguó para ajustarse al movimiento, de manera forzada, precipitada y artificial. La proclama, realizada en un momento de disensiones internas entre los partidarios de mantener los lazos de la formación con los socialcristianos y los que preferían fundar un partido político propio, sirvió en la práctica, gracias al uso de un lenguaje duro, para complacer a la fracción más derechista —que abogaba por la creación de un partido separado—, aunque  favoreció en realidad a los moderados, encabezados por Steidle, que pudieron mantener la relación de la organización con los socialcristianos. La declaración, sin embargo, disgustó a importantes sectores de la formación, al Gobierno y a parte de sus principales patrocinadores, tanto en la industria nacional como en el extranjero —los gobiernos italiano y húngaro—. Al no contar con las simpatías del grueso de los afiliados —el sector más satisfecho fue el pangermano de Pfrimer y sus seguidores— ni de importantes dirigentes de la formación, no sirvió para robustecer su cohesión sino que, por el contrario, agudizó las disensiones. El campesinado austriaco, la principal fuente de afiliados, rechazó fundamentalmente el giro profascista de Steidle. El autoritarismo copiado del modelo fascista resultó inaceptable para la mayoría de miembros de origen campesino de la formación. Algunos de los dirigentes más demócratas y favorables a la Constitución también expresaron su repulsa al documento, que intensificó la oposición a Steidle y Pfrimer.

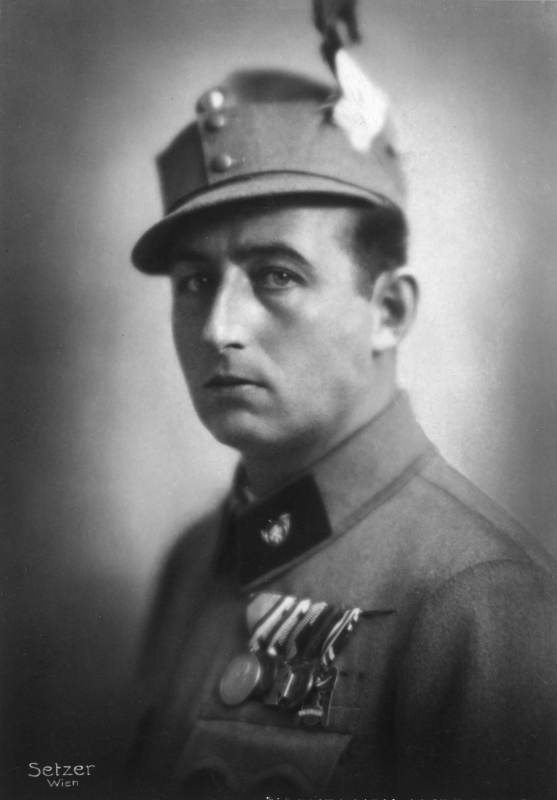
Ernst Rüdiger Starhemberg, el nuevo caudillo federal de la Heimwehr desde septiembre de 1930. Buen orador y veterano de la guerra mundial, su carácter disoluto y su origen aristócrata le impidieron, sin embargo, presentarse como la alternativa austriaca a Hitler.

Los intentos de coaccionar al Gobierno para que abandonase sus planes de desarmar a las organizaciones militares se concretaron en un ultimátum al canciller el 21 de mayo, que este despreció: Schober presentó la moción correspondiente en el Parlamento dos días más tarde. Al mismo tiempo, continuó minando la posición de la dirección de la formación y abogando porque Starhemberg tomase su control. El 4 de junio y por sorpresa, Schober ordenó el arresto de Pabst. La detención y deportación se produjo rápidamente y con gran habilidad: preso en Viena donde el Gobierno socialista local se negó a intervenir en su favor, fue expulsado del país días antes de que cumpliese diez años de estancia en él y obtuviese así la nacionalidad. La maniobra resultó un golpe maestro que moderó de inmediato a la Heimwehr.
En la organización, donde las rivalidades entre los dirigentes eran frecuentes, se encontraban defensores de una política favorable a la Italia fascista, como el caudillo Richard Steidle, que hubo de abandonar la dirección de la formación el 2 de septiembre de 1930, y otros que preferían la línea nacionalsocialista alemana, como el príncipe Ernst Starhemberg. El caudillaje compartido de Steidle y Pfrimer resultó un fracaso por las rencillas entre los dos. A la rivalidad entre Steidle y Pfrimer le siguió la de Starhemberg y Emil Fey, caudillo de la Heimwehr en Viena, héroe de la guerra mundial, ambicioso y celoso de la posición del príncipe en la organización. En el otoño de 1930, se nombró a Starhemberg caudillo nacional de la organización, con Pfrimer y Steidle como lugartenientes. Starhemberg, también moderado y con buenas relaciones con los socialcristianos y Mussolini, fue escogido para tratar de resolver la crisis de financiación y de rencillas internas que aquejaban a la Heimwehr desde la primavera. El príncipe, con el beneplácito del canciller, había retado a Steidle y Pfrimer a explicar las cuentas de la organización, en las que grandes gastos aparecían sin justificar. Starhemberg acusó a los dos jefes de corrupción y estos, privados de la colaboración de Pabst, único que conocía en detalle las finanzas internas, dimitieron. El nuevo jefe nacional, no obstante, no logró acabar con las disensiones intestinas ni frenar la decadencia de la Heimwehr, que se fue disolviendo paulatinamente. La importancia política de que disfrutó a partir de entonces no se debió a su fortaleza, sino a que sus ocho escaños resultaban cruciales para sostener al Gobierno socialcristiano en las Cortes.
El 25 de septiembre y tras titubear, Starhemberg aceptó el ofrecimiento de ingresar en el Consejo de Ministros al frente de la cartera de Interior en el nuevo gabinete del socialcristiano Carl Vaugoin. Presionado por Italia y por sus correligionarios, accedió a ello, y comenzó a hostigar desde su nuevo cargo a la oposición socialista. Rechazó además las propuestas de pacto de los nacionalsocialistas, como deseaba Mussolini.

### Fracaso electoral y reforzamiento de los radicales
Una vez convocadas las elecciones por el nuevo canciller Carl Vaugoin —en las que el caudillo de la Heimwehr presentó a la formación como partido separado—, que contaba con dos ministros de la formación en su Gobierno, Starhemberg comenzó a planear un golpe de Estado que derrocase al primer ministro y le permitiese tomar el poder, proyecto para el que contaba con la aquiescencia del embajador italiano: los dos temían una victoria de los socialistas. El rechazo húngaro a aprobar la acción, empero, hizo que finalmente esta se descartase. Mussolini, con ciertos titubeos, aprobó la marcha contra la capital, pero Seipel y Vaugoin prefirieron esperar al resultado de las votaciones antes de respaldar el plan. La organización mostró su insignificancia política en las elecciones de noviembre de 1930, en las que se presentó por separado ante el fracaso de sus negociaciones con los nazis —algunas secciones participaron coligadas con los socialcristianos—: solamente logró ocho escaños (el 6,16 % de los sufragios). La victoria fue para los socialistas —obtuvieron en torno al millón y medio de votos, frente a los doscientos veintiocho mil del Heimatblock—, pero los socialcristianos consiguieron componer una liga de varios partidos para mantener su dominio del Gobierno. Los malos resultados electorales del Heimatblock le dieron apariencia de debilidad, aunque en parte se debieron a la mediocre y tardía campaña electoral que llevó a cabo. Se agravaron las disensiones internas entre las distintas corrientes, y los nacionalsocialistas surgieron como un temible adversario.

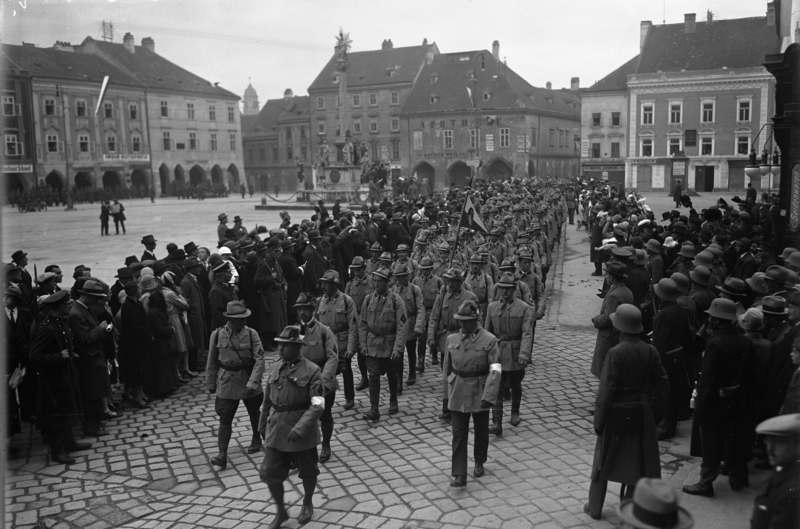
Desfile en Viena, 1931. Para entonces, la Heimwehr se encontraba en una honda crisis, a punto de perder a su sector más nacionalista, atraído por los nazis, y con un escasísimo respaldo en las urnas.

La formación no logró escaño alguno en las elecciones provinciales de abril de 1931 y comenzó a desintegrarse. Los sucesivos reveses electorales reforzaron a los radicales, encabezados por Pfrimer, y debilitaron a Starhemberg. Paulatinamente, los nazis atrajeron a los elementos más nacionalistas y anticlericales, mientras que la Heimwehr quedó reducida a los más católicos. Los fracasos electorales y las dificultades financieras de la organización obligaron a Starhemberg a dimitir el 2 de mayo; lo sustituyó Walter Pfrimer, que trató de tomar el poder por la fuerza en septiembre tras el abandono del intento de unión aduanera con Alemania por parte del Gobierno ante la oposición francesa. El fracaso ignominioso de la intentona —que no contó con el auxilio de la formaciones fuera de Estiria, a las que Pfrimer no había avisado de sus planes— devolvió el poder en la Heimwehr a Starhemberg el 23 de septiembre. El radicalismo de Pfrimer le había privado del control efectivo de la organización. Las rencillas entre los distintos jefes regionales, la desilusión de Hungría e Italia con la formación y la marcha de parte de sus miembros a las filas nacionalsocialistas debilitaron gravemente a la Heimwehr en 1931. El Gobierno, sin embargo, no aprovechó la oportunidad para desbandar la organización: los detenidos en el golpe de Estado fueron liberados pronto y no se confiscaron los arsenales de la formación. Starhemberg se dedicó a resucitar la unidad interna del movimiento y a someter a los demás caudillos regionales a su autoridad durante los primeros meses del invierno de 1931.

### Escisión de los radicales y vuelta al Gobierno
El fracaso del golpe de Estado de septiembre agudizó las diferencias entre el sector pangermano, cada vez más cercano a los nazis, y el clerical. Las elecciones regionales de abril de 1932, en las que los nacionalsocialistas obtuvieron buenos resultados a costa de los pequeños partidos, incluido el Heimatblock, desencadenaron la escisión de la fracción más nacionalista. Pfrimer se pasó a los nacionalsocialistas en mayo de 1932, convencido de que la Heimwehr nunca lograría hacerse con el poder; el grueso de la organización en Estiria siguió su ejemplo un año más tarde. Los intentos del sucesor de Pfrimer para evitar la absorción de la organización estiria mediante la radicalización del ideario local únicamente sirvió para facilitar el proceso, que concluyó prácticamente entre abril de 1933 y marzo de 1934.
Habiendo aprendido de sus errores anteriores, Starhemberg decidió obtener respaldo económico externo de Mussolini (junio de 1932) y aliarse con un partido político con apoyo popular, los socialcristianos del nuevo canciller Engelbert Dollfuß. A cambio, la Heimwehr hubo de alinearse con la política fascista del caudillo italiano, que la empleó como instrumento para influir en la política austriaca y presionar a Dollfuss para que implantase un régimen fascista. Este prometió el dinero necesario para mantener a la organización y la entrega de armas requisadas a Austria tras la guerra mundial.  La denuncia de esta infracción del Tratado de Saint-Germain-en-Laye por parte de los socialistas supuso un escándalo internacional (el escándalo Hirtenberg) en el que británicos y franceses se vieron obligados a exigir la devolución de las armas a Italia o su destrucción ante la presión de sus aliados de la Pequeña Entente, a pesar de su deseo de no empeorar sus relaciones con Mussolini. Starhemberg, que al comienzo había tratado de mantener el equilibrio entre las principales fracciones de la Heimwehr, tuvo que optar finalmente por la contraria al Anschluss, aunque mantuvo periódicos contactos con los nazis.
Los escasos escaños de la Heimwehr cobraron una gran importancia por el deseo de los socialcristianos de forjar una liga parlamentaria que evitase la necesidad de convocar elecciones, que estaban convencidos de perder frente a socialistas y nacionalsocialistas. A pesar de la renuencia de Dollfuss a pactar con la formación, la imposibilidad de hacerlo con los socialistas y los pangermanos y su negativa a renovar las Cortes le forzaron a acordarse con la organización de Starhemberg para conseguir la ansiada mayoría parlamentaria. La necesidad del canciller otorgó a la Heimwehr dos carteras en el nuevo Consejo de Ministros: Guido Jakoncik fue nombrado nuevo ministro de Comercio y Hermann Ache, de Interior. Por su parte, Dollfuss contaba con un voto de ventaja en las Cortes merced al pacto con la Heimwehr. El canciller tuvo que nombrar a Emil Fey secretario de Estado de Seguridad en octubre para obtener los votos de la Heimwehr y poder aprobar el préstamo de estabilización obtenido en Lausana en julio de 1932. Pronto Fey hizo de la Heimwehr un cuerpo de policía auxiliar.

### En el gobierno
La Heimwehr aumentó su poder con la supresión del gobierno parlamentario por el canciller Dollfuss en marzo de 1933, al necesitar el canciller de un brazo paramilitar con el que sostener su nuevo sistema autoritario. Varios miembros de la formación ingresaron en el Gobierno en mayo, en el que obtuvieron la vicecancillería y el Ministerio de Seguridad Pública (Emil Fey).
El mismo mes se creó el Frente Patriótico, en el que se integró el grupo con ayuda de Starhemberg, pero perdió partidarios a favor de los partidos defensores de la unidad con Alemania (Anschluss). 
En febrero de 1934, la Heimwehr fue el instrumento que utilizó el canciller para aplastar a los socialistas como le exigía su valedor italiano. Tras cinco días de combates, la resistencia de los socialistas cesó. La formación participó asimismo en el desbaratamiento del golpe de julio, en el que Dollfuss perdió la vida.
Durante la década se sucedieron los momentos de acercamiento y rivalidad entre la Heimwehr y los nazis. Cada vez que un dirigente se apoyaba en los italianos, sus rivales trataban de lograr un contrapeso negociando con los nacionalsocialistas. La rivalidad entre Starhemberg y Fey concluyó con la victoria de aquel, que logró expulsar del Consejo de Ministros a este en octubre de 1935. Al mes siguiente consiguió también arrebatarle el control de la Heimwehr vienesa.

### Abandono de Mussolini y disolución de la organización
Tras la decisión de Mussolini de intervenir en Abisinia y más tarde en la guerra civil en España, se impuso la necesidad de mejorar sus relaciones con Alemania y, salvo en las apariencias, abandonó su protección de Austria frente a las ambiciones anexionistas de Hitler. Esto hizo que la Heimwehr perdiese su sentido como representante de Mussolini en Austria.
La disposición del nuevo canciller Kurt von Schuschnigg a llevar a cabo un acercamiento a Alemania que favorecería las relaciones italo-germanas selló el destino de la Heimwehr. A pesar de los intentos de Starhemberg de ser él y su formación los que alcanzasen el deseado acuerdo con Alemania y no el canciller, la falta de resultados y la indiferencia de Mussolini hizo que Schuschnigg pudiese expulsarlo del Gobierno en mayo de 1936. En octubre, se ordenó la disolución de todas las formaciones paramilitares y la Heimwehr dejó de existir, privando al Gobierno de su apoyo frente a las bandas nacionalsocialistas.